# Betelgeuse (Schiff)
Die Betelgeuse war ein französischer Rohöltanker, der am 8. Januar 1979 am irischen Ölterminal Whiddy Island explodierte. Dabei kamen 50 Besatzungsmitglieder und Arbeiter zu Tode.

## Geschichte
Der Tanker wurde unter der Baunummer T23 auf der Werft Chantiers de l’Atlantique in Saint-Nazaire gebaut und 1968 an die Reederei Compagnie Navale des Pétroles in Le Havre abgeliefert. Das Schiff kam unter französischer Flagge als Betelgeuse in Fahrt.

### Explosion

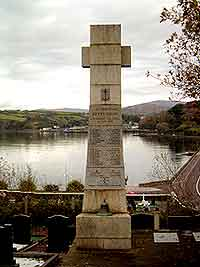
Das Betelgeuse-Denkmal an der Bantry Bay

Am 24. November 1978 verließ der Tanker den am Persischen Golf gelegenen, saudi-arabischen Hafen Ras Tanura mit einer Ladung von insgesamt rund 119.500 t Rohöl, 77.098 t Arabian-Heavy-Rohöl und 42.338 t Arabian-Light-Rohöl des US-amerikanischen Erdölkonzerns Gulf Oil. Der Tanker sollte ursprünglich Sines in Portugal anlaufen und einen Teil der Ladung dort löschen. Aufgrund schlechten Wetters konnte der Tanker den Hafen jedoch nicht anlaufen und wurde daraufhin nach Leixões umgeleitet. Hier war die Hafeneinfahrt durch ein gesunkenes Schiff blockiert. Daraufhin wurde entschieden, den Tanker am Gulf-Oil-Terminal auf Whiddy Island in der Bantry Bay zu entladen.
Die Betelgeuse erreichte Bantry Bay am 4. Januar 1979, konnte aber, da das Terminal noch belegt war, erst am Abend des 6. Januar anlegen. Die Entlöschung des Tankers begann in der Nacht vom 6. auf den 7. Januar 1979. Am frühen Morgen des 8. Januar 1979, als sich noch etwa 40.000 Tonnen Öl an Bord befanden, brach ein Feuer aus, das sich rasch über das Schiff ausbreitete. In der Folge brach der Rumpf im Bereich von Laderaum 3 und 4 und es kam zu mehreren Explosionen, wodurch der Rumpf auch im Bereich des Laderaums 6 durchbrach. Der Tanker sank und brannte aus. Ein Großteil der im Tanker verbliebenen rund 40.000 Tonnen Rohöl floss in die Bantry Bay. Sowohl die Pier als auch das Terminal wurden schwer beschädigt, die zwölf Lagertanks sowie weitere Öltanks des Terminals blieben unbeschädigt.
Bei dem Unglück kamen 50 Menschen ums Leben, 40 Besatzungsmitglieder, ein mitreisender Inspektor der Reederei und die Frau des Bäckers an Bord, der an Bord befindliche Lotse, sechs Mitarbeiter des Ölterminals und ein Ladungskontrolleur. Während der Bergungsarbeiten verunglückte außerdem ein Taucher tödlich. Der Unfall gilt als die schwerste maritime Katastrophe in der Geschichte Irlands.
Der Ölhafen wurde nach dem Unglück geschlossen und etwa 250 Beschäftigte verloren ihren Arbeitsplatz. Obwohl die Lagertanks unbeschädigt blieben, waren die Auswirkungen auf die Umwelt beträchtlich.
Während der vom niederländischen Unternehmen Smit-Tak durchgeführten Bergung des Wracks wurden Teile gehoben und teilweise in tieferem Wasser wieder versenkt. Der mittlere und hintere Teil des Wracks wurden schließlich in Bilbao und Valencia verschrottet.
Die Untersuchung des Unglücks deckte schwere Mängel beim Unterhaltungszustand des Supertankers auf. Auslöser des Brandes waren aneinander reibende Stahlplatten der Außenhaut des Tankers.

## Technische Daten
Der Tanker wurde von einem Zehnzylinder-Zweitakt-Dieselmotor des Motorenherstellers B&W mit 23.430 PS Leistung angetrieben. Das Schiff verfügte in sechs Laderäumen über 18 Ladetanks mit einer Gesamtkapazität von 144.870 m³.